# گورخرماهی
گورخرماهی (نام علمی: Danio rerio) نام یک گونه از تیره کپورماهیان است که به‌طور بومی در آب‌های آزاد جنوب آسیا یافت می‌شود و از جمله ماهیان زینتی است.
این ماهی یک ارگانیسم مدل سرآمد است که با خصوصیات متنوعی که دارد، گسترش مرزهای علم را در رشته‌های متعدد سبب شده‌است. ویژگی‌های این ماهی کوچک آب شیرین به کمک زیست‌شناسان به نحوی نمود یافت که مقایسهٔ ژنتیکی آن با پستانداران (همچون موش) حتی برای بسیاری از محققان باورنکردنی بود؛ برای نمونه، ظهور روش‌های جدید و کارآمد برای نسخه‌برداری و ویرایش ژنوم، کمک کرد تا در زمینهٔ استفاده از آن در زمینه‌های مختلف علمی، ازجمله سم‌شناسی، کشف مواد دارویی، زیست‌شناسی پیوند، مدل‌سازی بیماری و حتی آبزی‌پروری رشدی فزاینده روی دهد. در پژوهش‌های علمی (خصوصاً زیست‌شناسی) دربارهٔ مهره‌داران، از این ماهی به عنوان یک مدل نسبتاً ایده‌آل استفاده می‌شود. از جمله دلایل محبوبیت بالای این ماهی در مطالعات زیست‌شناسی (بیولوژیکی) می‌توان به مدت زمان کوتاه رشد جنینی (۷۲ ساعت از زمان لقاح تا تولد) و شفاف بودن پیکره ماهی در این دوران اشاره کرد. گورخر ماهی عضوی مشتق شده از سرده دانیونین‌ها هستند و یک خویشاوندی گروه-خواهری (Sister group) با Danio aesculapii یا پلنگ ماهی دارند.

## ریخت‌شناسی
گورخرماهی یک ماهی کوچک و مقاوم است، حدود یک تا ۵/۱ اینچ طول دارد. واریته‌های وحشی استاندارد رنگ روشن با نوارهای مشکی که به‌طور موازی در طول بدن کشیده شده‌اند دارند. نرها باریک و اژدرشکل‌اند، معمولاً در سطح بطنی آنها لکه‌های طلایی روی بالهٔ شکمی، باله‌های لگنی، و باله‌های سینه ای مشاهده می‌شود، البته این مورد همیشه مشاهده نمی‌شود به ویژه در واریته‌های باله بلند. نرها را می‌توان همچنین از رفتارشان شناسایی کرد آنها تمایل دارند هنگام صبح و پیش از تخم‌ریزی، ماده‌ها را دنبال کنند. ماده‌ها هنگامی‌که پر از تخم‌اند چاق‌اند و معمولاً لکه‌های طلایی روی سطح شکمی خود ندارند یا لکه‌های خیلی کوچک و اندکی دارند. برخی از ماهی‌های بالغی ریشک‌ها یا آنتن‌های آویزانی در نزدیکی دهانشان دارند. این ریشک‌های جاروب‌مانند اندام‌های حسگری هستند که در هر دو جنس نر و ماده ممکن است یافت شوند. عملکرد این ریشک‌ها ۱) حسگر شیمیایی و ۲) تخریب رسوبات به منظور یافتن غذا است. ریشک‌ها اندام‌هایی متداول در ماهی‌هایی هستند که در انتهای آبراه‌هایی که به دلیل رسوبات زیاد، محل غذا به راحتی قابل دیدن نیست زیست می‌کنند. گربه ماهی بهترین مثال شناخته شده از گروه‌ها ماهی‌های ریشک دار است که در انتهای آبگیرهای رودخانه‌ها که معمولاً گل‌آلودند زندگی می‌کنند.

## فواید درمانی
دانشمندان یک پروتئین باکتریایی را در گورخر ماهی کشف کرده‌اند که می‌تواند به تحقیقات دیابت نوع۱ و افراد مبتلا به این بیماری کمک کند. محققان دریافتند که این پروتئین موجب تحریک تکثیر سلولهای بتا در مراحل ابتدایی تشکیل این سلولها می‌شود. درک اینکه این فرایند چگونه اتفاق می‌افتد می‌تواند منجر به ابداع روشهایی جدید برای درمان بیماری دیابت نوع ۱ شود. محققان دانشگاه اورگان در بررسی تأثیر مجموعه‌ای از باکتریها و میکروبهای همزیست در بدن حیوانات (میکروبیوتا) بر توسعهٔ سلولهای بتا، به این نتایج دست یافتند. آنها از جنین گورخرماهی که میکروبیوتای آن را حذف کرده بودند، به عنوان مدل حیوانی در این تحقیق بهره جسته و دریافتند که در ماهی بدون میکروبیوتا، تودهٔ سلولی بتا به اندازهٔ ماهی‌های معمولی توسعه نمی‌یابند، اما هنگامیکه این ماهی‌ها در معرض باکتریهای خاصی در طی هفتهٔ اول زندگی قرار می‌گیرند، حجم تودهٔ سلولی بتای آن‌ها به میزان نرمال برمی‌گردد.
بازگشت تودهٔ سلولی بتا به اندازهٔ عادی نهایتاً منجر به کشف پروتئینی بنام BefA شد که رشد سلولهای تولید کنندهٔ انسولین را تحریک می‌کند. سلول‌های رنگدانه زرد، نقره‌ای و مشکی مسئول شکل‌گیری الگوی خط دار بدن گورخر ماهی هستند. این سه نوع سلول از مسیرهای مختلف خود را به سطح پوست می‌رسانند؛ این سلول‌های فلورسنت در مرحله جنینی، لاروی و نوجوانی تکثیر شده و به سلول‌های متفاوتی تبدیل می‌شوند. سلول‌های زرد که سطح پوست جنین را می‌پوشانند، از هفته دوم تا سوم شروع به تکثیر می‌کنند؛ سلول‌های زرد تغییراتی را در شکل سلول‌ها ایجاد کرده و به تقسیم و تکثیر شدن آنها به سلول‌های مشکی و نقره‌ای کمک می‌کنند. سلول‌های نقره‌ای و مشکی نیز از یک مجموعه سلول بنیادی کوچک نشأت می‌گیرند که نزدیک طناب نخاعی قرار دارد.
تغییر ژنتیک
در سال ۲۰۱۱ مطالعه ای در این مورد انجام گرفت که در آن دانشمندان تخم‌های بارور شدهٔ گورخر ماهی را با میکروب‌های خاصی به نام سینکوکوکوس الونگاتوس (Synechococcus elongatus) پیوند زدند. این باکتری‌ها نیز مانند کلروپلاست‌ها عمل فتوسنتز را انجام می‌دهند و بعد از انجام پیوند تا ۱۲ روز همه چیز به خوبی پیش می‌رفت. جنین گورخرماهی و بسیاری از سلولهای سینکوکوکوس الونگاتوس پیوندی نیز زنده ماندند. همزمان که تقسیم سلولی در جنین گورخرماهی انجام می‌گرفت بسیاری از باکتری‌های مذکور نیز در اعضای بدن او دیده می‌شدند از جمله در مغز و چشم ماهی.
در اوایل دوران رشد، جنین گورخرماهی بسیار شفاف بود و به باکتری‌ها اجازه می‌داد که نور مورد نیاز خود را دریافت کنند اما بعد از روز دوازدهم جنین گورخرماهی شروع به تولید رنگدانه‌های پوستی کرد که مانع دسترسی باکتری‌های سینکوکوکوس الونگاتوس به نور می‌شد. این موضوع باعث مرگ باکتری‌ها و شکست خوردن تحقیقات گردید.